# Valle de Tobalina
Valle de Tobalina är en kommun i Spanien.   Den ligger i provinsen Provincia de Burgos och regionen Kastilien och Leon, i den norra delen av landet, 270 km norr om huvudstaden Madrid. Antalet invånare är 1 017. Arean är 157 kvadratkilometer.
Terrängen i Valle de Tobalina är kuperad.